# Marek Szulakiewicz
Marek Szulakiewicz (ur. 1959) – polski filozof, profesor nauk humanistycznych, profesor na Wydziale Filozofii i Nauk Społecznych Uniwersytetu Mikołaja Kopernika w Toruniu.

## Kariera naukowa
Absolwent filozofii UMCS w Lublinie. Studia ukończył z wyróżnieniem. Stopień naukowy doktora uzyskał na podstawie rozprawy Człowiek w dialogu. Epistemologiczne i dialogiczne podstawy filozofii człowieka. Habilitował się na podstawie pracy Filozofia w Heidelbergu. Problem transcendentalizmu w heidelberskiej tradycji filozoficznej. Stypendysta DAAD i ÖAD w Lipsku, Wiedniu i Heidelbergu.

## Zagraniczne stypendia naukowe
- 1988, Wiedeń, Institut für Philosophie, stypendium naukowe Österreichischer Akademischer Austauschdienst,
- 1990/91, Heidelberg, Philosophisches Seminar, stypendium naukowe Deutscher Akademischer Austauschdienst,
- 1992, Wiedeń, Institut für Philosophie, stypendium naukowe Österreichischer Akademischer Austauschdienst,
- 1994, Heidelberg, Philosophisches Seminar, stypendium naukowe Deutscher Akademischer Austauschdienst,
- 1995, Wiedeń, Institut für Philosophie, stypendium naukowe Österreichischer Akademischer Austauschdienst,
- 1997, Heidelberg, Philosophisches Seminar, stypendium naukowe Deutscher Akademischer Austauschdienst,
- 1999, Heidelberg, Philosophisches Seminar, stypendium naukowe Deutscher Akademischer Austauschdienst.

## Projekty badawcze finansowane ze środków Komitetu Badań Naukowych
- 1998, "grant indywidualny", temat: Idea transcendentalizmu i jej kulturowe znaczenie.
- 2001, "grant promotorski", Rozum i historia. Wilhelma Diltheya uprawomocnienie rozumu historycznego

## Publikacje

### Wydawnictwa zwarte
- Między samotnością a dialogiem. Epistemologiczne i dialogiczne podstawy filozofii człowieka, Rzeszów 1992.
- Filozofia w Heidelbergu. Problem transcendentalizmu w heidelberskiej tradycji filozoficznej, Rzeszów 1995.
- Racjonalizm jako wartość. Wykład inauguracyjny. Inauguracja roku akademickiego 1997/8 w Wyższej Szkole Pedagogicznej w Rzeszowie, Rzeszów 1998.
- Od transcendentalizmu do hermeneutyki, Rzeszów 1998.
- Obecność filozofii transcendentalnej, Wydawnictwo UMK, Toruń 2002.
- Filozofia jako hermeneutyka, Wydawnictwo UMK, Toruń 2004.
- Dialog i metafizyka : w poszukiwaniu nowej filozofii pierwszej, Toruń 2006.
- Religia i czas, Wydawnictwo Naukowe UMK, Toruń 2008.
- Czas i to, co ludzkie. Szkice z chronozofii i kultury, Toruń 2011, (książka nominowana do Nagrody im. Długosza)
- O człowieku w czasach trudnych. Urywki filozoficzne, Wydawnictwo Naukowe UMK, Toruń 2012.
- Zapiski z przełomu wieków, Wydawnictwo Naukowe UMK, Toruń 2013.
- Poszukiwania metafizyczne, Wydawnictwo Naukowe UMK, Toruń 2014.
- Filozofia na co dzień. 365 dni z filozofią, Wydawnictwo Naukowe UMK, Toruń 2015.
- Naznaczeni tymczasowością. Wprowadzenie do teorii istnienia, Wydawnictwo Naukowe UMK, Toruń 2017.
- Zrozumieć świat współczesny, Wydawnictwo Naukowe UMK, Toruń 2018.
- Uczyń nas otwartymi. Studia z filozofii otwartości, Wydawnictwo Naukowe UMK, Toruń 2021.
- Człowiek i jego sprawy. Eseje filozoficzne, Wydawnictwo Naukowe UMK, Toruń 2022[1].
- O mocy rozstrzygania. Siedem esejów o wolności, Wydawnictwo Naukowe UMK, Toruń 2024[2].

### Redakcje
- M. Szulakiewicz, M. Filipiak (red.), Człowiek - drogi poszukiwań. Studia z antropologii i etyki, Rzeszów 1993.
- Filozofia i polityka w XX wieku, red. M. Szulakiewicz, Kraków 2001.
- Polityczna obecność filozofii, red. M. Szulakiewicz, Toruń 2002.
- Dialog w kulturze, red. M. Szulakiewicz, Z. Karpus, Wydawnictwo UMK, Toruń 2003.
- Fundamentalizm i kultury, red. M. Szulakiewicz, Z. Karpus, Wydawnictwo UMK, Toruń 2005.
- Wolność w epoce poszukiwań, red. M. Szulakiewicz, Z. Karpus, Wydawnictwo Naukowe UMK, Toruń 2007.
- Granice i ograniczenia. O doświadczeniu granic i ich przekraczaniu, red. M. Szulakiewicz, Wydawnictwo Naukowe UMK, Toruń 2010.
- Religie w dialogu kultur. V Międzynarodowy Kongres Religioznawczy, Wydawnictwo SeI, Toruń 2017.
- Otwartość. Nadzieje i zagrożenia, Wydawnictwo Naukowe UMK, Toruń 2019.
- W poszukiwaniu nowego człowieka, Wydawnictwo TNT, Toruń 2020.

### Wybrane artykuły
- O metafilozofii i filozofowaniu dzisiaj, w: "Studia Filozoficzne", 1987 nr 5.
- Tradycja i perspektywy filozofii, w: "Edukacja Filozoficzna", 1988, nr 5.
- Heidegger, Jaspers i transcendentalizm, "Edukacja Filozoficzna" nr 20/1995.
- Antropologia i epistemologia: pewność poznania i wolność człowieka, w: "Toruński Przegląd Filozoficzny" 3/4 2001.
- Obecność filozofii transcendentalnej, "Edukacja Filozoficzna" 32/2001, Warszawa 2001.
- Filozofia transcendentalna i metafizyka: spotkania - kontrowersje - syntezy, "Filo-Sofia", Bydgoszcz 2001.
- Słów kilka o politycznej obecności filozofii, w: Polityczna obecność filozofii, red. M. Szulakiewicz, Toruń 2002.
- Ucieczka od przeszłości - ponowoczesna orientacja temporalna kultury, w: Z. Stachowski (red.), Przeszłość dla przyszłości, Tyczyn 2002.

### Tłumaczenia
- Martin Buber, Perspektywy antropologii, tłum. M. Szulakiewicz, (W:) M. Filipiak, M. Szulakiewicz (red.) Człowiek - drogi poszukiwań. Studia z antropologii i etyki, Rzeszów 1993.
- Rudolf Steiner, Antropozofia - wychowanie - szkoła, w: "Zeszyty Naukowe WSP w Rzeszowie. Pedagogika i Psychologia", Rzeszów 1997.